# Fort Prinzenstein
Fort Prinzenstein (danois : Fort Prinsensten) est un ancien comptoir colonial fortifié, situé à Keta au Ghana, qui fut utilisé dans le commerce des esclaves. Fondé par les Danois-Norvégiens sur un ancien site néerlandais, le fort passe ensuite sous contrôle britannique jusqu'à l'indépendance du pays en 1957. Il fut un important lieu de la traite négrière, et fait partie depuis 1979, des forts de la côte ghanéenne inscrits sur la liste du patrimoine mondial de l'Unesco.
Outre la traite des esclaves, le fort joue un rôle actif dans le commerce de marchandises importées et exportées telles que l'or et l'ivoire, en échange de mousquets, d'eau-de-vie, de barres de fer, de textiles, de cauris, etc.

## Histoire

### Première implantation néerlandaise (1734-1737)
La Compagnie néerlandaise des Indes occidentales construit un premier fort sur le site en 1734, nommé Fort Singelenburgh, afin d'étendre l'influence de leurs colonies sur la Côte de l'Or. Cependant, en 1737, à la suite d'un conflit perdu opposant les Akyems aux Akwamus, ils perdent le contrôle du fort. 

### Le comptoir danois (1784-1850)
Parallèlement à la colonisation néerlandaise, les Danois développent une présence à Keta, capitale commerciale du peuple Anlo Ewe.

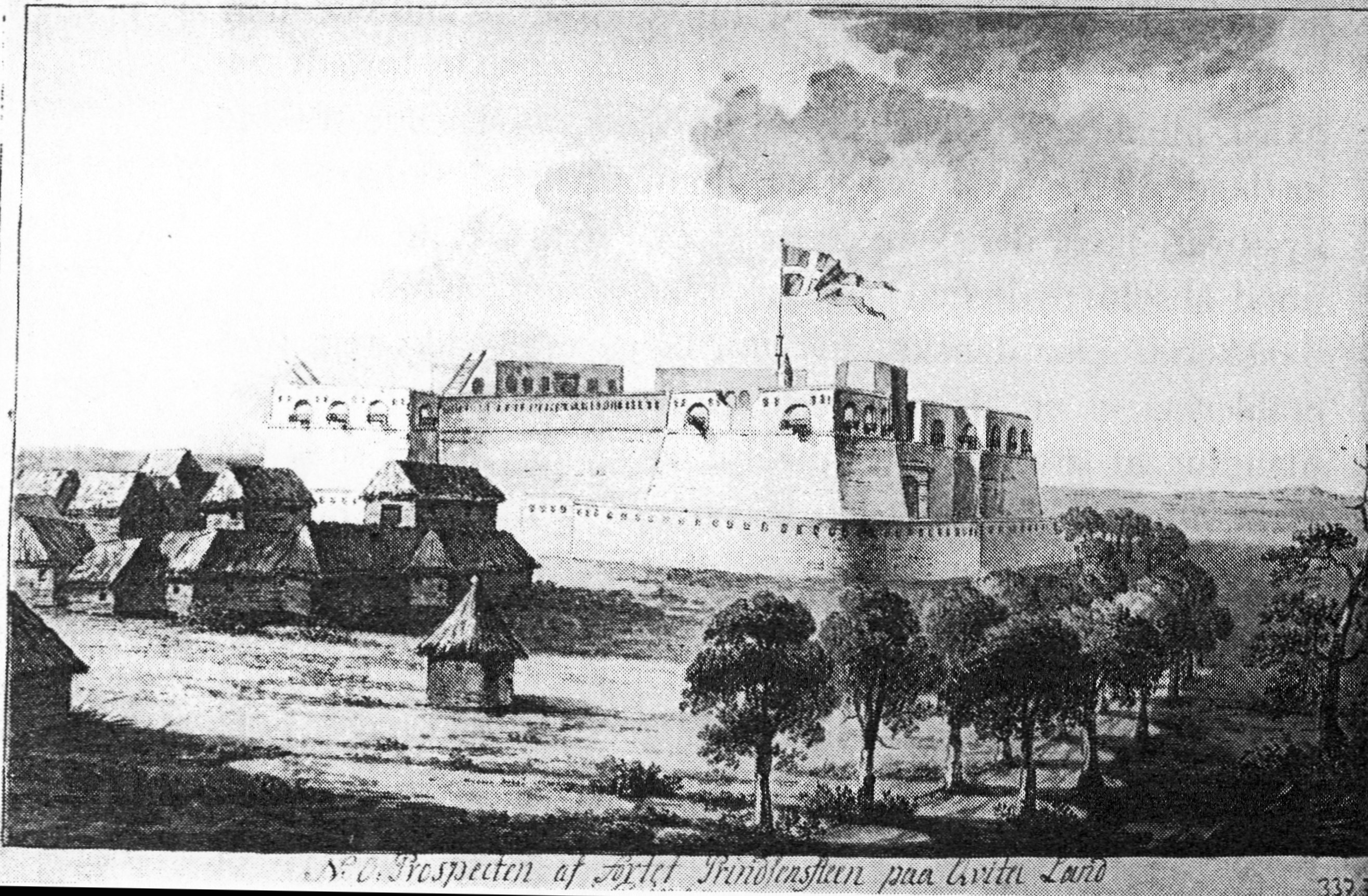
Le fort à la fin du XVIIIe siècle.

En 1783, des habitants d'Anlo pillent le comptoir danois local. Le gouverneur du fort danois Christiansborg lève une armée composée de soldats locaux opposés aux Anlo : les Ada, Akwapim, Ga et Krobo. Les Danois parviennent ainsi à vaincre les Anlo, et imposer un traité en 1784, qui leur permet de construire le Fort Prinzenstein, et soumet les Anlo à un commerce exclusif. De plus, le fort permet de protéger la région des autres puissances coloniales.
La majorité des matériaux, notamment la pierre utilisée pour la construction du fort, proviennent d'Accra. Le fort fait partie des quatre principales structures construites par les Danois.
Jusqu'en 1803, le fort sert de prison pour esclaves en attente de transport vers les Caraïbes.

### Colonie britannique (1850-1957)

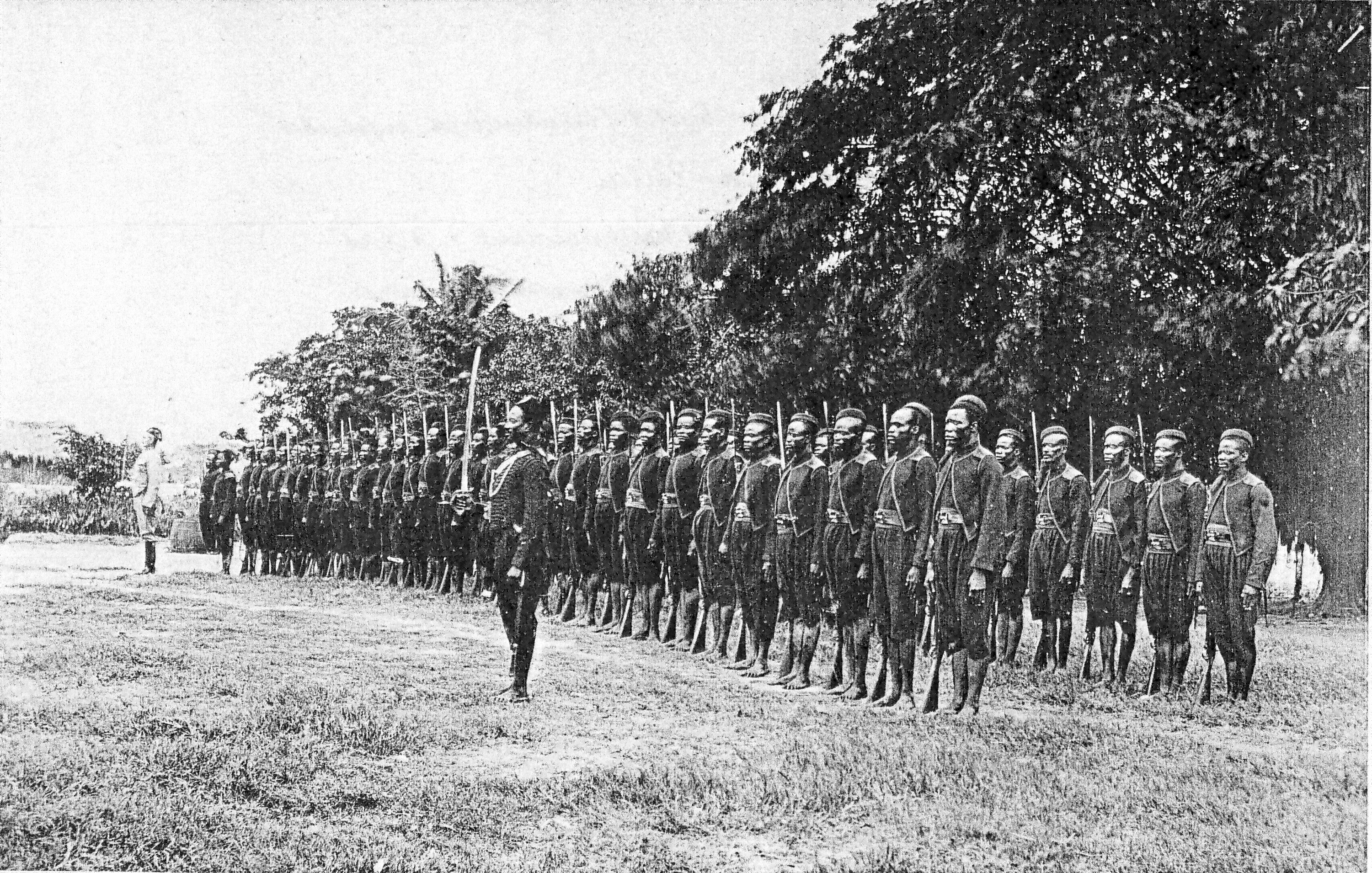
Soldats britanniques Haoussas en 1894.

En 1850, le fort, ainsi que le reste de la Côte-de-l'Or danoise, sont vendus à la Grande-Bretagne. C'est alors que Keta devient une colonie britannique.

### Depuis l'indépendance du Ghana

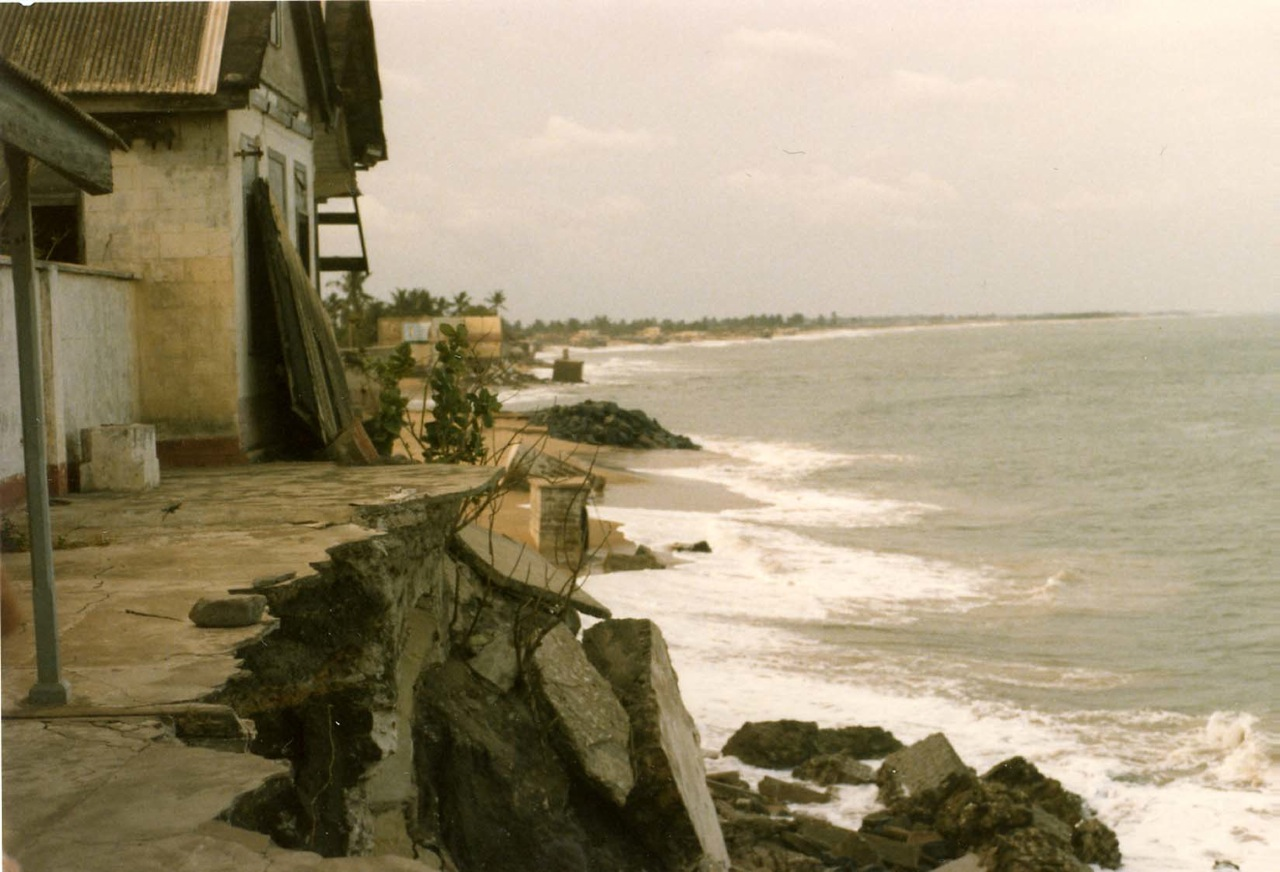
Le fort en 1985, en partie détruit par l'érosion du littoral.

Après l'indépendance du Ghana en 1957, le fort est utilisé comme prison pendant une période, avant d'être partiellement détruit par la mer dans les années 1980.
La ville de Keta sert de port ouvert jusqu'à ce que le port de Tema commence ses opérations à l'ouest en 1962.

## Tourisme et patrimoine
Dans un effort pour protéger les vestiges du fort, l'ICOMOS Ghana a collaboré avec le Ghana Museum and Monuments Board et l'ambassade du Danemark en 1991 a fait des efforts pour le préserver, mais l'impact de la mer sur le fort a continué. Les vestiges du fort sont désormais visités par les touristes. Le fort est visité par des touristes de différentes parties du monde comme le Royaume-Uni, les États-Unis, l'Allemagne, le Bénin, la France, l'Irlande, la Norvège, la Suisse, la Suède, le Danemark et la Finlande.
En 2019, le fort est désigné site du patrimoine mondial, au sein des forts et châteaux de Volta, en raison de son importance historique et de son témoignage sur la traite des esclaves dans l'Atlantique,.

## Galerie

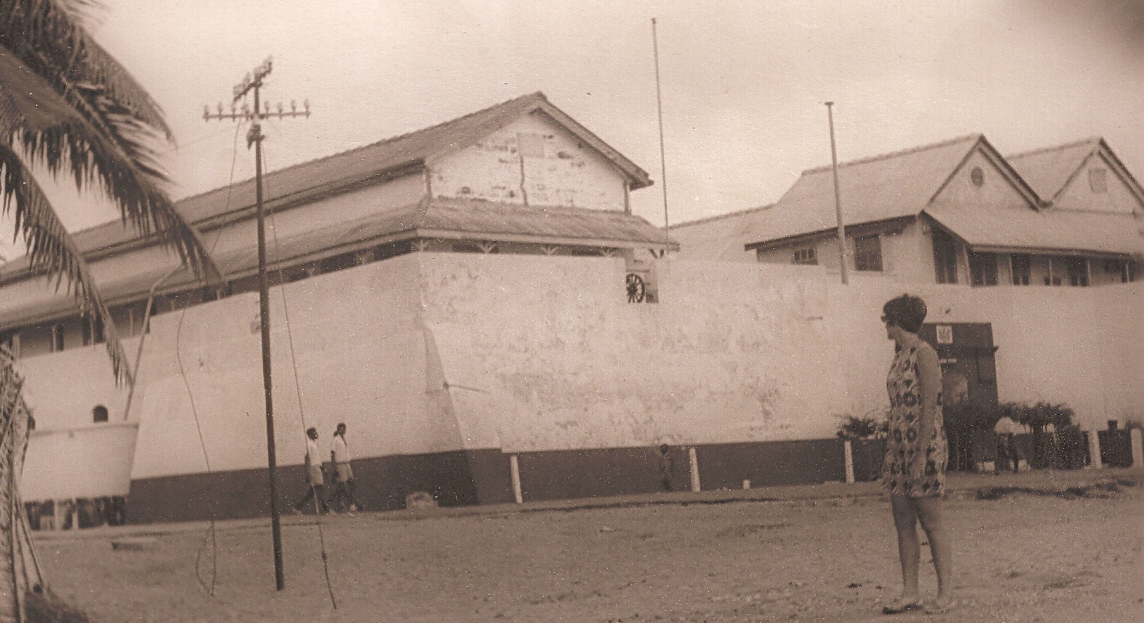
Le fort en 1970.
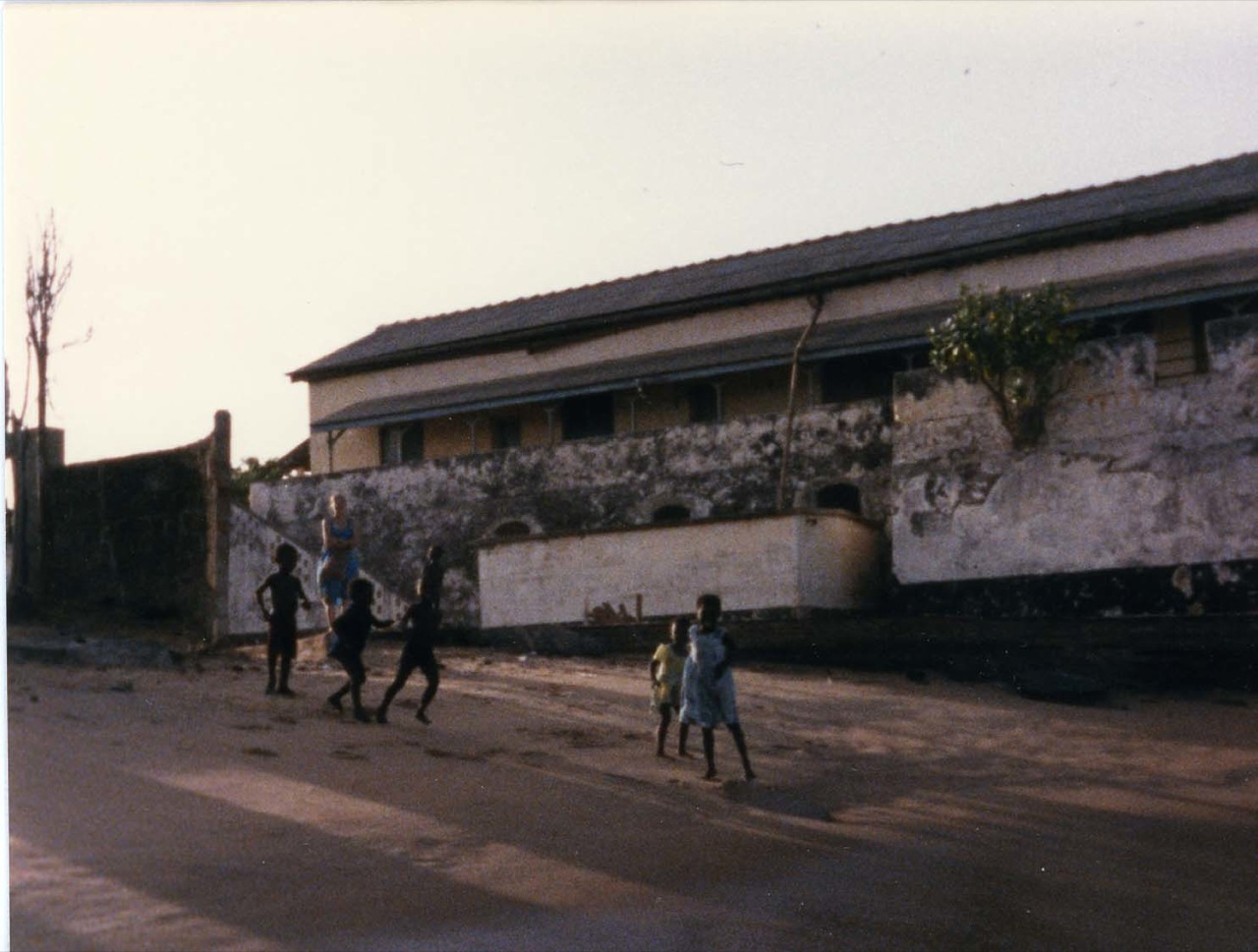
Le bâtiment principal avant le début de l'érosion majeure au milieu des années 1980.
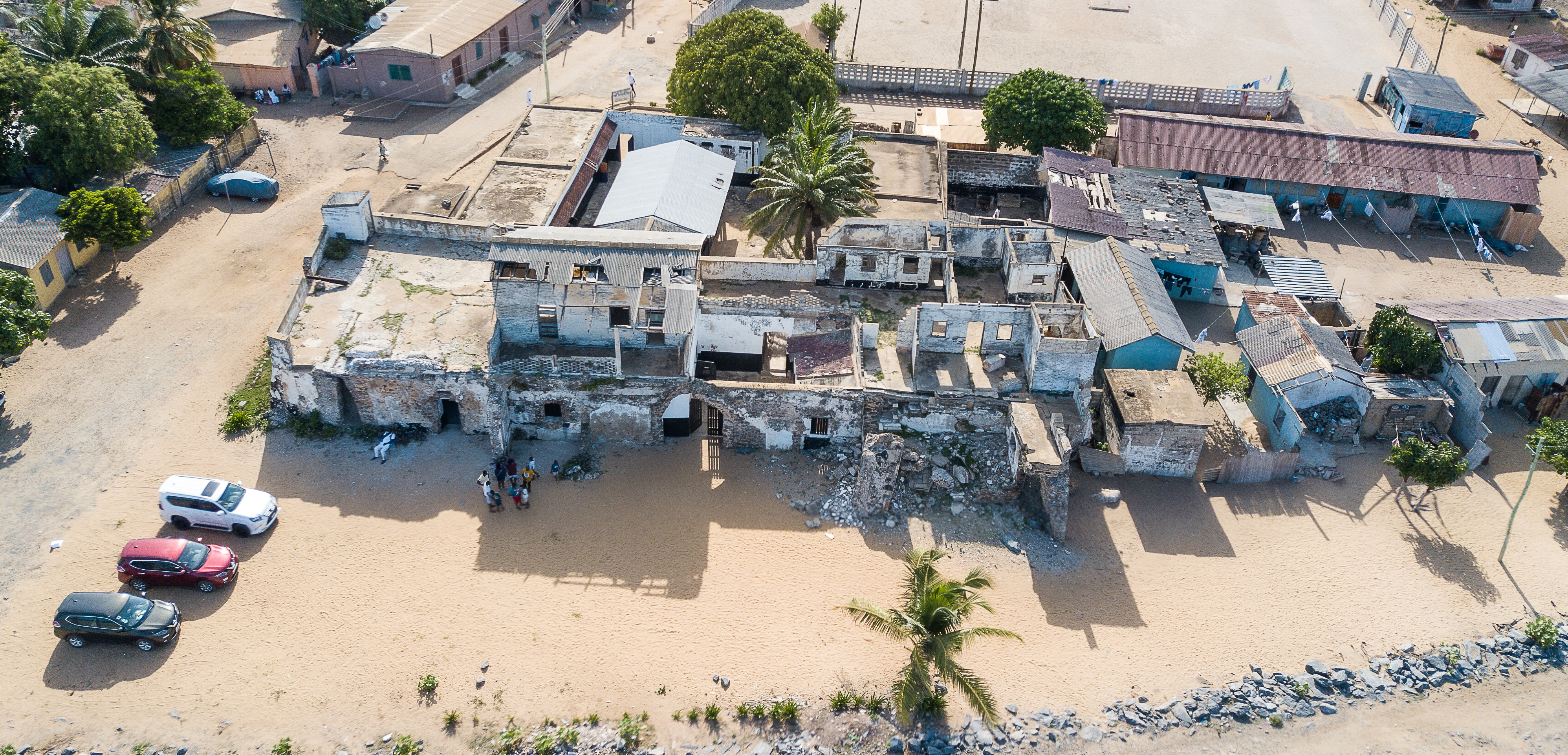
Vue aérienne des ruines en 2012.
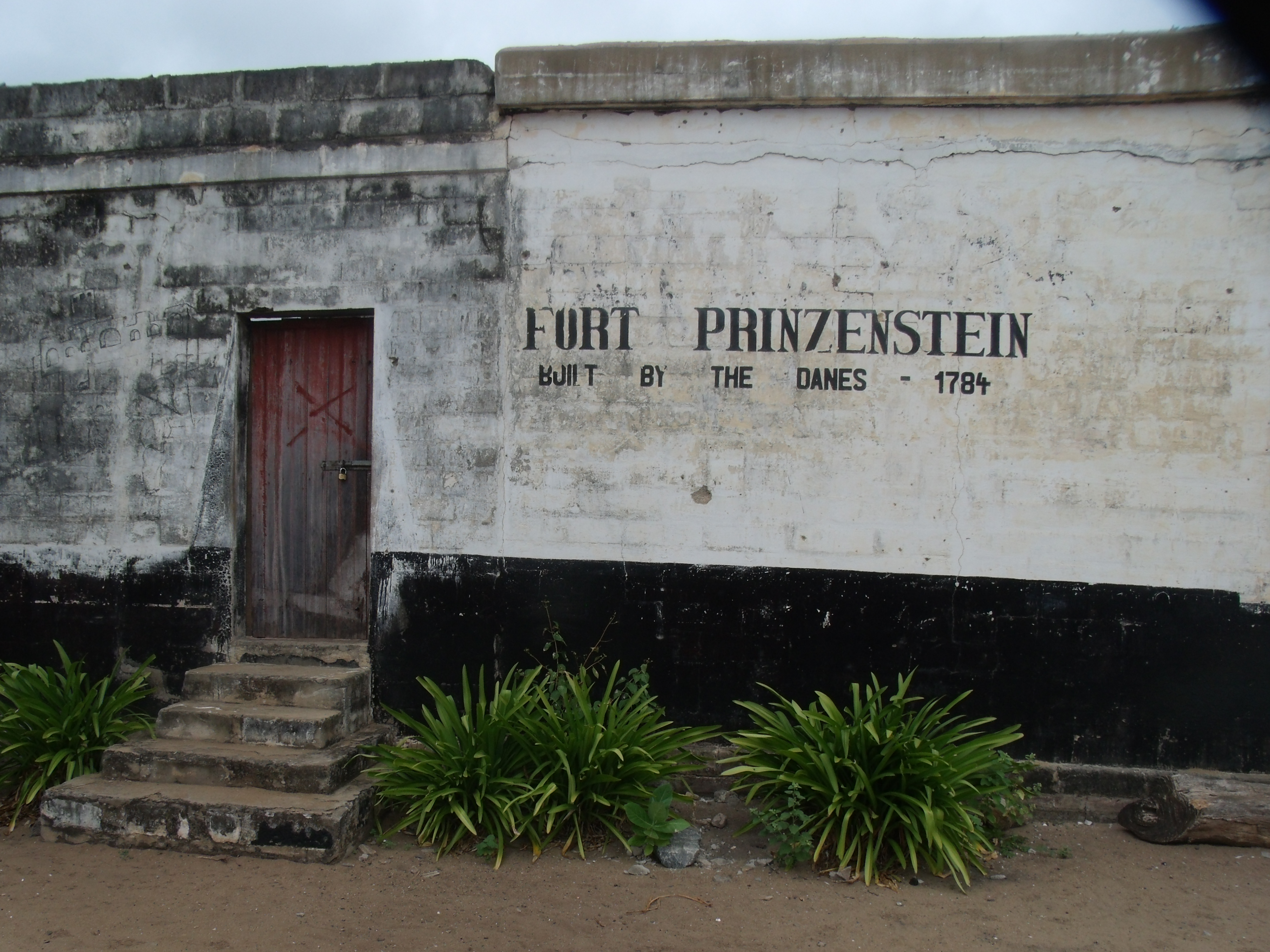
Façade en 2017